# 索厄姆鎮流浪足球會
索厄姆鎮流浪足球會(Soham Town Rangers F.C.）是一支位於英格蘭索厄姆的職業足球會，目前於英格蘭足球依斯米安聯賽甲組北區角逐。

## 榮譽
- 東部縣聯賽
  - 冠軍 2007–08
  - 千禧獎杯冠軍 2000–01
- 彼得伯勒及地區聯賽
  - 冠軍 1959–60, 1961–62
- 劍橋郡邀請盃
  - 冠軍 1990–91, 1997–98, 1998–99, 2005–06
- 劍橋郡挑戰盃
  - 冠軍 1957–58

## 紀錄
- 最佳英格蘭足總盃表現: 第3預選賽圏, 1970-71
- 最佳英格蘭足總錦標表現: 第2預選賽圏, 2012–13, 2013–14
- 最佳英格蘭足總瓶表現: 第5圏, 2004–05

## 外部連結
- Club website （页面存档备份，存于）